# Abraxas notabilis
Abraxas notabilis là một loài bướm đêm trong họ Geometridae.